# Aur Gading (Sarolangun)
Aur Gading is een bestuurslaag in het regentschap Sarolangun van de provincie Jambi, Indonesië. Aur Gading telt 7240 inwoners (volkstelling 2010).